# Artiesten voor Azië
Artiesten voor Azië war ein niederländisches Benefizprojekt von Musikern.

## Hintergrund
Es wurde Anfang 2005 ins Leben gerufen, um – ähnlich den Projekten Band Aid oder USA for Africa 20 Jahre zuvor – mit einer gemeinsamen Single Spendengelder zu sammeln, die den Opfern des Seebebens im Indischen Ozean vom 26. Dezember 2004 zugutekommen sollte.
An dem Projekt beteiligten sich u. a. Marco Borsato, Mathilde Santing, Guus Meeuwis, Karin Bloemen, Di-rect, Ilse DeLange, Daniël Lohues, Hind, Laura Fygi, Re-Play, Trijntje Oosterhuis, Maud, Edsilia Rombley, Ruth Jacott, Raffish, Jan Smit, Veldhuis en Kemper, Men2B, Marianne Weber, Do, Sharon den Adel, Julian Thomas, Alain Clark, Anthonie Kamerling, George Baker, Ch!pz, Jamai Loman, Jim, Brainpower, Sita, Ali B, Candy Dulfer und Rowwen Hèze.
Die Single Als je iets kan doen erreichte Anfang 2005 Platz 1 der niederländischen Charts und blieb dort vier Wochen. Insgesamt wurden etwa 110.000 Tonträger verkauft. Die Erlöse in Höhe von rund 450.000 Euro wurden dem Spendenkonto Giro 555 des niederländischen Verbandes der Hilfsorganisationen (SHO) zur Verfügung gestellt.